# Погледи
Погледи су часопис који је основан 1982. као лист студената крагујевачког универзитета. Залагали су се за укидање Закона о заштити имена и дела Јосипа Броза Тита, обнову вишестраначког система, људских права и слобода, а од краја 1989. и за рехабилитацију четничког покрета и Драже Михаиловића, као и за обнову парламентарне монархије. Часопис је излазио до 2005. а објављено је 268 бројева.
По аманету Краља Петра II Карађорђевића „Погледи” су одликовани Орденом ратног крста споменице 1941–45. У броју из новембра 1989. је први пут објављена немачка потерница за Дражом на 100.000 рајхсмарака у злату, из 1943. године. Легија за заслуге који је амерички председник Хари Труман доделио Дражи Михаиловићу први пут је објављен у „Погледима” од 1. марта 1990. године.

## Историја
„Погледи” број 1 на киосцима су се појавили јуна месеца 1982. Године 1990. постају најчитанији часопис у земљи са тиражом од 200.000 примерака. Све рекорде оборене у тој 1990. години дугују чињеници да су били први опозициони часопис од завођења комунистичког режима 1945. Исте године, „Погледи” се одвајају од универзитета, постајући независно новинско-издавачко предузеће.
Међу сарадницима били су Видосав Стевановић, Саша Миленић, Марко Павловић, Ђорђе Милосављевић, Веран Матић, Коста Чавошки, Никола Милошевић, Срђа Трифковић, Дејан Стојановић, Момчило Ђујић, Милица Бисић, Исидора Бјелица, Биљана Србљановић, Вања Булић, Радомир Михајловић Точак, Драгош Калајић, Првослав Вујчић, Драгослав Бокан, Владимир Јагличић, Недељко Жугић, Слободан Јарчевић, Горан Вељковић, Владимир Сиљановић, Коља Бесаровић, Властимир Ћоровић, Бобан Јевтић, Милован Бркић, Милинко Стефановић, Момо Капор, Момир Војводић, Данко Поповић, Момчило Селић, Никола Самарџић, Александар И. Поповић, Милић од Мачве и Зоран Стефановић. Дописник из Њујорка био је др Петар Павловић, што је био тадашњи псеудоним др Стевана Каргановића, данас председника Удружења за истину о Сребреници.
Вук Драшковић дао је свој први интервју „Погледима” 1986. године а своје последње интервјуе (које су „Погледи” објавили) дали су Ђорђе Божовић Гишка и Вукашин Шошкоћанин.
Дописник „Погледа” Владимир Сиљановић погинуо је на сарајевском ратишту на почетку рата у Босни и Херцеговини у Институту (болници) поред Илиџе, под нејасним околностима, а приликом напада муџахедина на Илиџу. Он се у болници лечио од последица тешке несреће у близини Книна одакле је често извештавао као репортер за више часописа. Његово тело никада није пронађено, као ни тела осталих пацијената српске националности у том Институту, који су били жртве муџахедина.
Директор, главни и одговорни уредник листа „Погледи” био је Милослав Самарџић. Погледи данас постоје као предузеће за кинематографију и издаваштво, а традицију листа негује истоимени сајт.